# Austrian Airlines

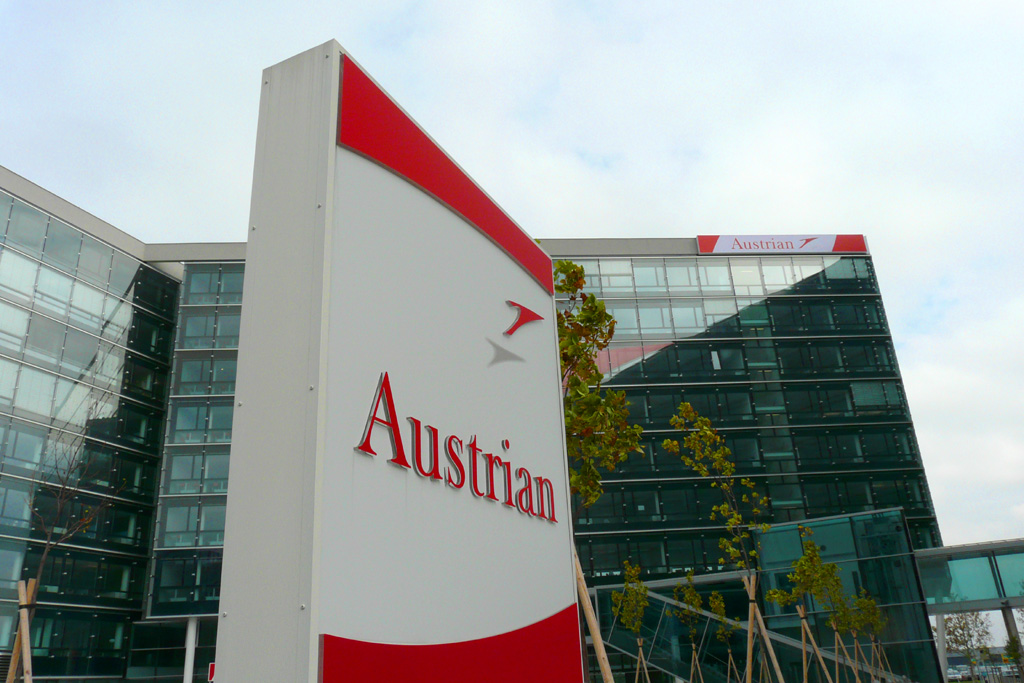
Austrian Airlines building

Austrian Airlines AG (WBAG: 620158) — австрийские авиалинии. Вместе с региональным подразделением Tyrolean Airways (Austrian Arrows) выполняет регулярные рейсы по более, чем 130 маршрутам. Порт приписки — Венский международный аэропорт. Член Star Alliance и Austrian Airlines Group.

## История
Авиалиния была создана 30 сентября 1957, первый полёт состоялся 31 марта 1958 рейсом Vickers Viscount 779 Вена-Цюрих-Лондон. Austrian Airlines были сформированы путём слияния компаний Air Austria и Austrian Airways. Первые внутренние рейсы начались 1 мая 1963. Первый трансатлантический рейс авиакомпании состоялся 1 апреля 1969 по маршруту Вена-Брюссель-Нью-Йорк при сотрудничестве с Sabena.
Austrian стала членом Star Alliance в 2000. В этом же году, Austrian приобрела Lauda Air, которая совершала в том числе и дальнемагистральные рейсы, и приобретали Rheintalflug 15 февраля 2001. В результате ребрендинга общей для авиакомпаний стала марка Austrian. 1 октября 2004 были объединены лётные подразделения Austrian и Lauda Air, в результате чего бренд Lauda Air стал использоваться только для чартерных рейсов.
С 2010 года 100 % акций Austrian Airlines принадлежат ÖLH Österreichische Luftverkehrs-Holding-GmbH. Полностью владеет двумя авиакомпаниями — Austrian Arrows и Lauda Air, имеет долю 22,5 % в Ukraine International Airlines. Штат сотрудников 8 468 человек.
В июне 2008 года австрийское правительство поручило инвестиционному банку Merrill Lynch подготовить полную приватизацию авиакомпании путём продажи иностранной авиакомпании. О своём интересе первоначально заявили авиакомпании Lufthansa, Air France-KLM, Royal Jordanian, Air China, Turkish Airlines, Аэрофлот, S7 Airlines и Singapore Airlines. В шорт-лист вошли Lufthansa, Air France-KLM и S7. 5 декабря 2008 года стало известно о том, что ÖIAG подтвердил продажу 41,6 % акций Austrian Airlines авиакомпании Lufthansa по цене 366 268.75 евро.

### Корпоративный дизайн
Цветовая схема Austrian Airlines была всегда «красно-бело-красной». Самолёты с 1950-х по 80-е были серебристого цвета, верхняя часть фюзеляжа была белой со стрелкой Austrian Airlines и надписью «Austrian Airlines» (до 1972, 1995—2003) или «Austrian» (1972—1995, с 2003 года).
Обычная стрелка Austrian Airlines («Austrian Chevron») имела три варианта. В 1960 она напоминала формой бумажный самолётик, а современную форму она получила в 1972. После ребрендинга 1995 года, «Chevron» был помещён на красно-бело-красные хвосты самолётов. Однако после нового изменения корпоративного стиля в 2003, «Chevron» пережил «возрождение»: старая стрелка стала использоваться снова, однако в более современном стиле и с тенями.
Целый ряд специальных цветных схем использовался в течение десятилетий. После вхождения в Star Alliance несколько самолётов стало носить эмблему альянса. В 2006, в год Моцарта , Airbus A320 получил специальную окраску, Airbus A340 носил эмблему Венского филармонического оркестра, а Boeing 737-600 был окрашен в Тирольские мотивы. Три самолёта окрашивались к EURO 2008, а один Airbus A320 — в стиль ретро к 50-летию компании.

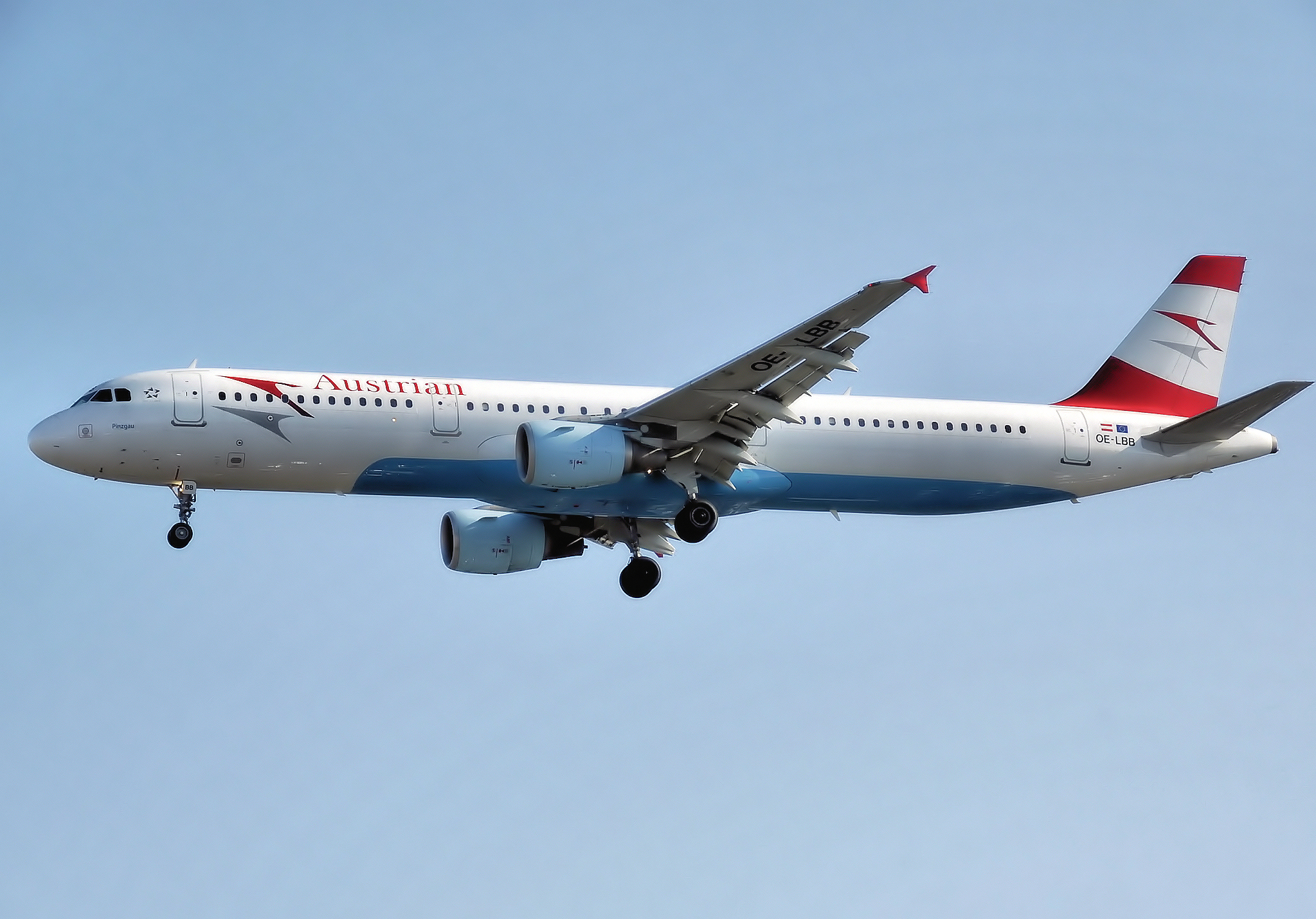
Airbus A321-100 посадка

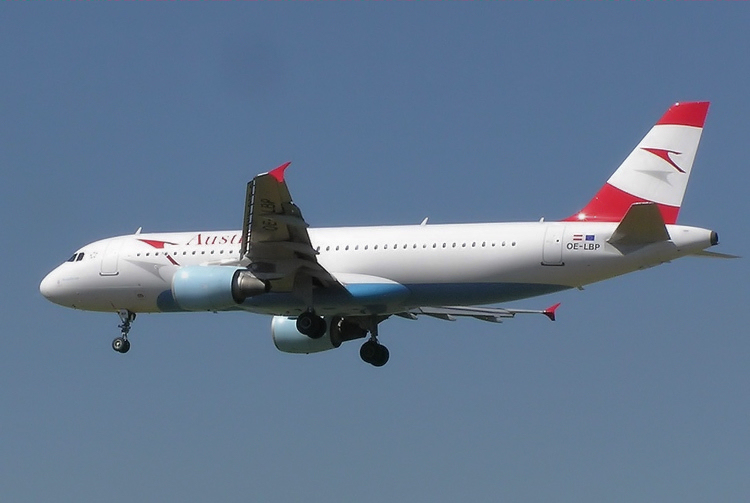
Airbus A320

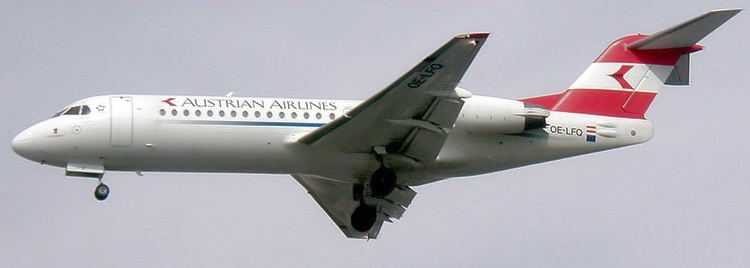
Fokker 70 (superseded colour scheme)

## Назначения
См. en:Austrian Airlines destinations
Главным направлением маршрутов Austrian являются Восточная Европа и Ближний Восток, большая часть которых обслуживается подразделением Tyrolean Airways.
В 2006 в результате осуществления программы экономии Austrian приняла решение вывести из эксплуатации флот Airbus A330 и Airbus A340, который состоял из 4-х Airbus A330-200(OE-LAO,OE-LAN,OE-LAM,OE-LAP), 2-х A340-200 (OE-LAH и OE-LAG) и 2-х Airbus A340-300(OE-LAL и OE-LAK). Некоторые из этих самолётов были проданы TAP Portugal, Swiss и ВВС Франции. В результате Austrian закрыла ряд дальнемагистральных рейсов в Восточную Азию и Австралию. Рейсы в Шанхай были прекращены в январе 2007, рейсы а Пхукет, Коломбо, на Маврикий и на Мале — в апреле 2007, рейс в Катманду- в мае 2007.
В марте 2007 также были прекращены самые длинные рейсы авиакомпании, Вена — Сингапур — Мельбурн и Вена — Куала-Лумпур — Сидней, прекратив работу на рейсах Кенгуру. Austrian была последней европейской авиакомпанией, осуществлявшей прямые рейсы из Европы в Мельбурн.
Austrian — одна из немногих авиакомпаний, которая стала осуществлять рейсы в послевоенный Ирак (Эрбил), куда она начала летать с декабря 2006. Тем не менее, в следующем году этот рейс был отменён. Рейсы в Эрбил были возобновлены в июне 2008.
На 2019 год руководством утверждено 110 направлений, 3 из которых в Российские города Санкт-Петербург, Москва, Калининград, Краснодар 

### Новые маршруты
С ноября 2010 Austrian Airlines начала рейсы в Мумбаи частотой 5 рейсов в неделю;
С июня 2011 Austrian Airlines начнёт рейсы в Багдад частотой 3 рейса в неделю, а с октября 2011 увеличит до 4 рейсов в неделю в Багдад. С 29 октября Austrian Airlines возобновили рейсы с Москвой, прерванные из-за пандемии COVID-19.

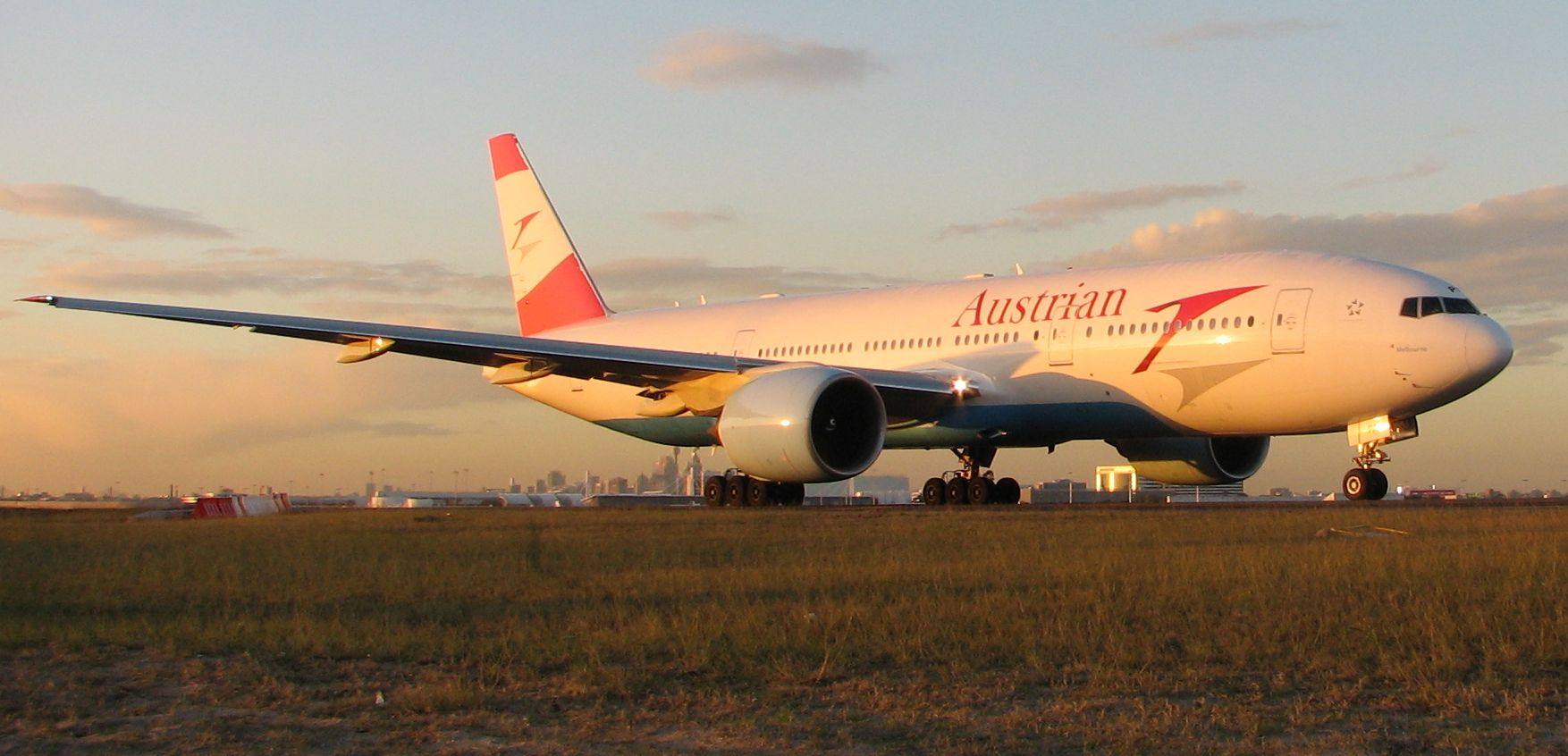
Boeing 777 Austrian Airlines в аэропорту Сиднея

## Флот
В июле 2021 года флот Austrian Airlines состоял из 83 самолетов, средний возраст которых 16,3 лет:
*Примечание: самолёты имеют различные компоновки салонов бизнес- и экономклассов

### Ранее в эксплуатации

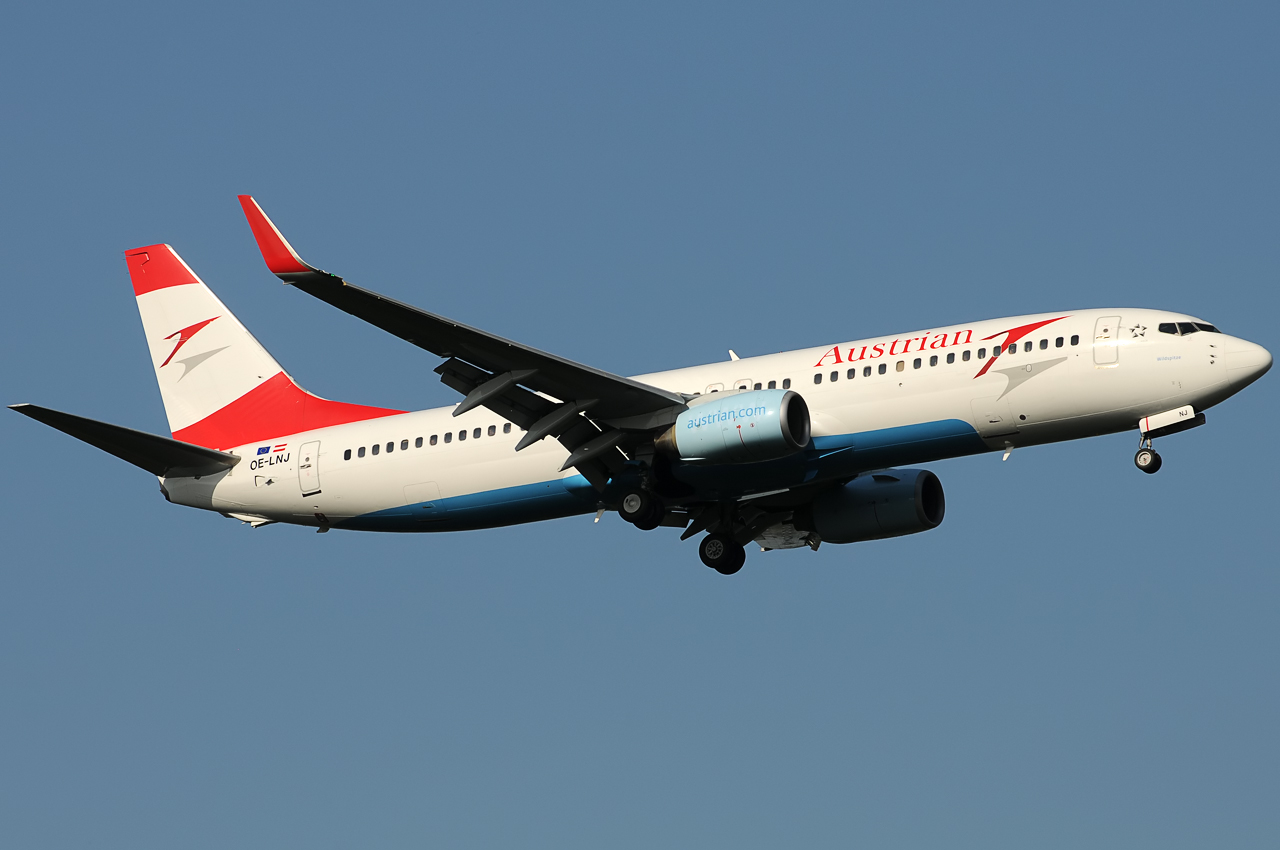
Выведенный из эксплуатации Boeing 737-800 авиакомпании Austrian Airlines

За весь период своей деятельности Austrian Airlines эксплуатировала следующие воздушные суда:

## Меры по обеспечению безопасности
С 1981 года обеспечением безопасности рейсов Austrian Airlines занимается подразделение Cobra (антитеррористическое полицейское подразделение Министерства внутренних дел Австрии). Во время каждого полёта на борту находится как минимум два вооружённых воздушных маршала.

## Инциденты и авиакатастрофы
- 26 сентября, 1960 Vickers Viscount (OE-LAF) Austrian Airlines разбился недалеко от Москвы; 31 из 37 пассажиров погибли.

- 5 января 2004 Fokker 70 Austrian Airlines совершил вынужденную посадку на поле за Мюнхенским международным Аэропортом. Три человека получили незначительные травмы.[21]